# 라트비아 여자 축구 국가대표팀
라트비아 여자 축구 국가대표팀은 라트비아를 대표하는 여자 축구 대표팀으로 라트비아 축구 협회에서 관리한다. 1993년 8월 18일 스웨덴과의 국제 A매치 첫 경기에서 0-9로 패했으며 현재까지 FIFA 여자 월드컵과 UEFA 유럽 여자 축구 선수권 대회 그리고 올림픽 본선 출전 기록이 없다.

## 국제 대회 경력

### FIFA 여자 월드컵
2019년 FIFA 여자 월드컵 유럽 지역 예선 예비라운드에서 1승 2무·2위의 성적을 기록했다. 또한 같은 발트해 국가인 에스토니아를 상대로 4골을 기록하는 등 7골을 기록하며 라트비아 여자 축구 역사상 월드컵 지역 예선 최다 득점 기록을 경신했다. 라트비아는 카자흐스탄에 밀려 예선 조별리그 진출에는 아쉽게 실패했다.

### UEFA 유럽 여자 축구 선수권 대회
UEFA 여자 유로 2017 예선 예비라운드에서 1승 1무 1패·2위의 성적을 기록했고 이 과정에서 5골을 기록하여 여자 유로 대회 예선 최다 득점 기록도 경신했다. 라트비아는 몰도바에 밀려 예선 조별리그 진출에 실패했다.

### 여자 발틱컵
21번의 여자 발틱컵에 출전하여 이 중 5번의 대회(1997, 2011, 2017, 2018, 2019)에서 우승컵을 들어올렸고 2번의 대회(1996, 2016)에서 준우승을 차지했다. 특히 2017년부터 2019년까지 이 대회 3연패를 달성하면서 모든 국제 대회를 통틀어 가장 좋은 성과를 남겼다.

## 성적

### FIFA 여자 월드컵
- 1991년 ~ 2011년: 불참
- 2015년: 예선 탈락
- 2019년: 예선 탈락

### 올림픽 축구
- 1996년 ~ 2012년: 불참

### UEFA 유럽 여자 축구 선수권 대회
- 1984년: 불참
- 1987년: 불참
- 1989년: 불참
- 1991년: 불참
- 1993년: 불참
- 1995년: 예선 탈락
- 1997년: 불참
- 2001년: 불참
- 2005년: 불참
- 2009년: 예선 탈락
- 2013년: 예선 탈락

## 개인 기록

### 최다 출전 기록
- 아나스타시야 로차네(100)
- 카를리나 믹소네(73)
- 산드라 보이타네(70)
- 올가 셰우초바(67)
- 빅토리야 자이치코바(64)
- 레나테 페도토바(49)
- 엘리자 스프룬툴레(49)
- 크리스티네 기르주다(47)
- 마리야 이브라기모바(38)
- 안나 플락세(37)

### 최다 득점 기록
- 카를리나 믹소네(23)
- 레나테 페도토바(16)
- 산드라 보이타네(15)
- 올가 셰우초바(14)
- 리에네 바치에테(7)
- 아나스타시야 폴류호비차(6)
- 빅토리야 자이치코바(5)
- 아나스타시야 로차네(3)
- 디아나 수비트라(3)
- 소피야 가란차(2)

## 같이 보기
- 라트비아 축구 국가대표팀